# Douglas Quinta Reis
Douglas Quinta Reis (24 de fevereiro de 1954 — São Paulo, 13 de outubro de 2017) foi um editor brasileiro e cofundador da Devir Livraria.
Formado em Engenharia, Douglas trabalhou em uma empresa de informática nos anos 1970, onde conheceu Mauro Martinez dos Prazeres, Walder Mitsiharu Yano e de Deborah Fink, com quem fundou, em 1987, a Devir. Incialmente uma importadora de livros de fantasia e quadrinhos voltados ao público adulto (material difícil de encontrar no Brasil àquela época), a Devir passou também a importar revistas, livros e material sobre cinema, arte, desenho e RPG, posteriormente também passando a traduzir e editar material de RPG no Brasil. Além disso, nos anos 1990, Douglas também editou o fanzine Recado Devir, considerado de grande importância para a divulgação da cultura geek no Brasil. Em 2018, o Troféu HQ Mix concedeu a Douglas, in memoriam, o prêmio de "grande homenagem". Em 2018, 24 de fevereiro, data de nascimento de Reis é escolhida como o Dia Nacional do RPG.